# Кустугулово
Кустугу́лово (рос. Кустугулово, башк. Көстөғол) — присілок у складі Кармаскалинського району Башкортостану, Росія. Входить до складу Карламанської сільської ради.
Населення — 171 особа (2010; 235 в 2002).
Національний склад:
- башкири — 98 %